# Günther Maul
Pour les articles homonymes, voir Maul.
Günther E. Maul est un taxidermiste et un ichtyologiste allemand, né le 7 mai 1909 à Francfort et mort le 28 septembre 1997 à Funchal.
Il s’installe à Madère dans les années 1930 et est à l’origine de la construction d’un grand aquarium à Funchal. Il reçoit un titre de docteur honoris causa de l'université de Madère en 1995.

## Liste partielle des publications
- 1955 : Five species of rare sharks new for Madeira including two new to science. Not. Nat. (Phila.) : 1-13.